# Alavanca de manejo

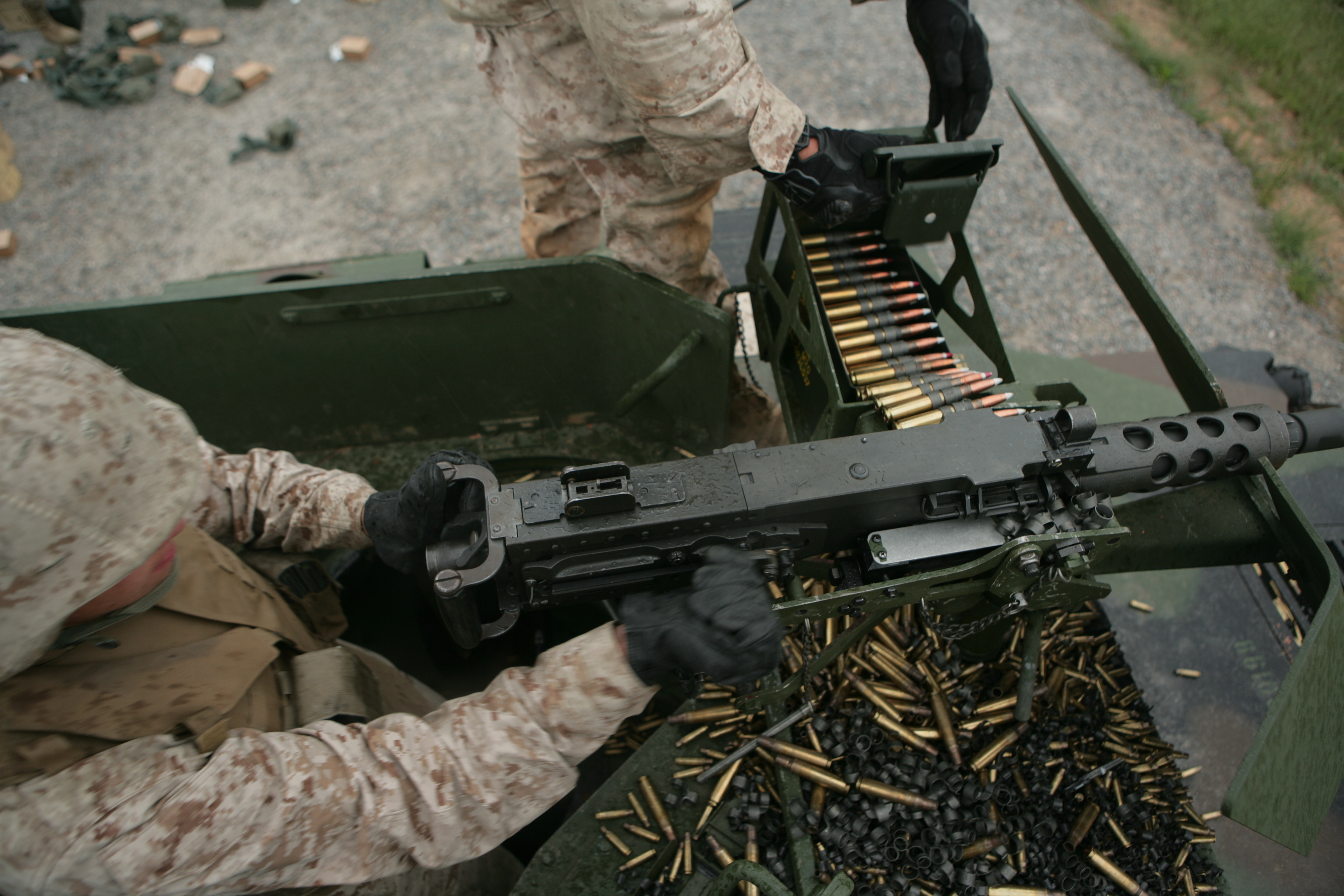
Alavanca de manejo sendo puxada em uma metralhadora Browning M2.

A alavanca de manejo, também conhecida como alavanca de armar e alavanca do ferrolho, é um dispositivo em uma arma de fogo que, quando manipulado, faz com que o ferrolho seja puxado para trás, colocando o cão ou percussor em uma posição engatilhada; e também permitindo ao operador abrir a culatra e ejetar qualquer cartucho ou balaço gasto ou indesejado da câmara e, em seguida, carregar uma nova munição do carregador ou cinto, se necessário. O ato de abrir a culatra também ajuda o operador a verificar se a câmara da arma está livre de projéteis ou outras obstruções; para eliminar uma obstrução, como emperramento, alimentação dupla, estojo prensado ou falha de ignição; para facilitar a movimentação do ferrolho de volta à posição carregada, atuando como auxiliar de avanço (mas não necessariamente); e para liberar um ferrolho travado na parte traseira por um mecanismo de trava em uma arma de fogo equipada com um recurso de manter o ferrolho aberto após o última disparo.

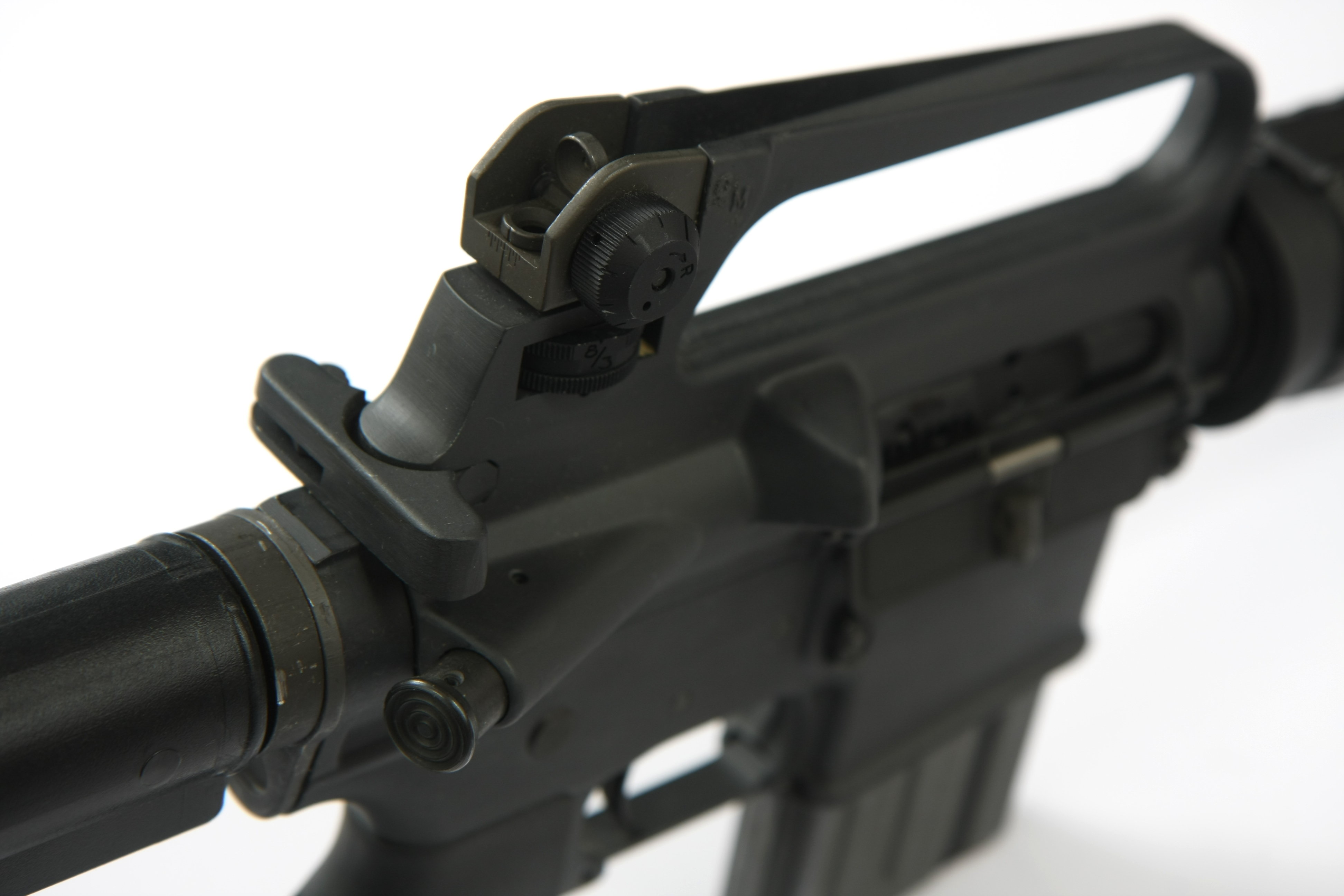
Colt/ArmaLite - Alavanca de manejo em forma de T abaixo e atrás da mira traseira, com auxílio de avanço abaixo e à direita.

Esses dispositivos variam significativamente entre armas de fogo, mas podem ocorrer na forma de uma pequena saliência ou gancho na lateral do ferrolho, bomba ou alavanca em armas de fogo manuais de repetição. A corrediça de uma pistola executa uma ação semelhante a uma alavanca de manejo.

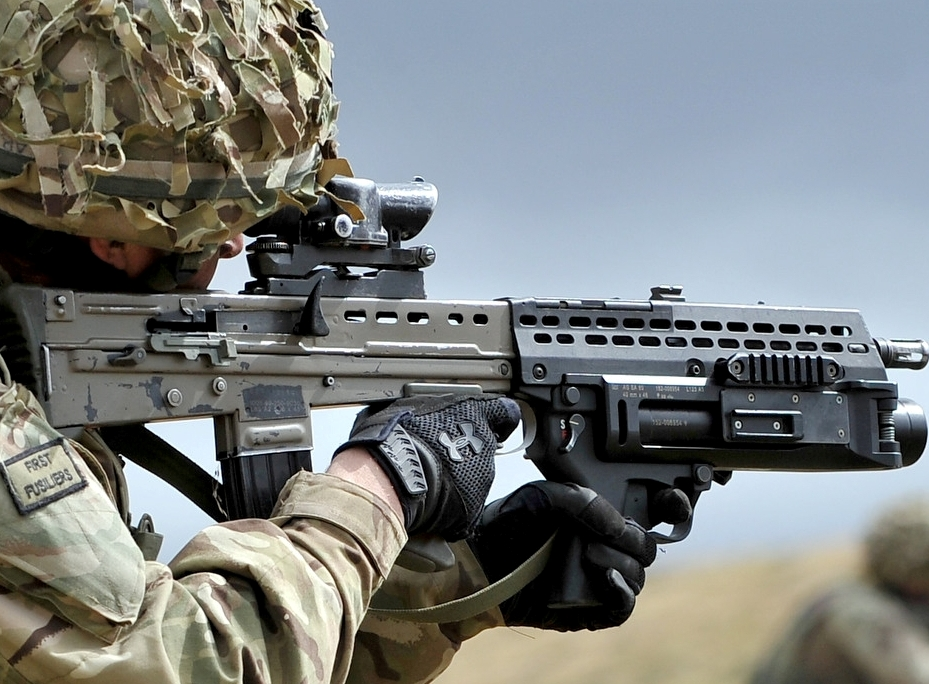
A alavanca de manejo (abaixo da mira) em um L85A2 (família SA80).

Ao projetar uma alavanca de manejo, a durabilidade e a ergonomia devem ser levadas em consideração. Quando muito utilizado, o movimento repetido da alça pode levar à fadiga do metal e, para evitar a quebra da peça, os projetos tentam aumentar o tempo médio entre falhas. As alavancas de manejo também devem ser segurados de maneira fácil e confortável pela mão do operador da arma, inclusive quando o operador estiver usando luvas ou outro equipamento de proteção que possa limitar sua destreza. Um exemplo desse desenho ergonômico pode ser visto nas ranhuras para o polegar encontradas nas alavancas de manejo da família britânica de fuzis SA80; elas fornecem aderência extra ao carregar a arma, evitando que o ferrolho escorregue do controle do operador antes de ser totalmente puxado para trás.
As alavancas de manejo podem ser recíprocas ou não-recíprocas. A vantagem do primeiro é que dá ao usuário controle total sobre o movimento do ferrolho e do conjunto do ferrolho. Permite o uso de grande força para carregar ou extrair cartuchos difíceis ou rompidos. No entanto, adiciona uma peça extra de movimento rápido na parte externa da arma e pode limitar a forma como a arma é manuseada.